# Ніколя Пейрак
Ніколя Пейрак (фр. Nicolas Peyrac; справжнє ім'я — Жан-Жак Тазарте, фр. Jean-Jacques Tazartez; нар. 6 жовтня 1949, Париж) — французький співак, автор пісень, письменник і фотограф. Найбільшу популярність здобув у 1970-х роках завдяки хітам «So Far Away from L.A.» та «Et mon père». Його творчість вирізняється емоційною глибиною, поетичними текстами та впливами таких артистів, як Жак Брель, Лео Ферре та Боб Ділан.

## Біографія

### Ранні роки
Жан-Жак Тазарте народився у Парижі (за іншими даними у Ренні) в родині лікарів. Дитинство провів у містечку Сен-Брис-ан-Когле у Бретані. Після розлучення батьків у 1960-х роках переїхав до Нью-Йорка, де жив із матір'ю. Там він відкрив для себе американську музику та навчився грати на гітарі під час навчання у Французькому ліцеї. Повернувшись до Франції, за наполяганням батьків вступив на медичний факультет, хоча його більше приваблювала музика.

### Початок кар'єри

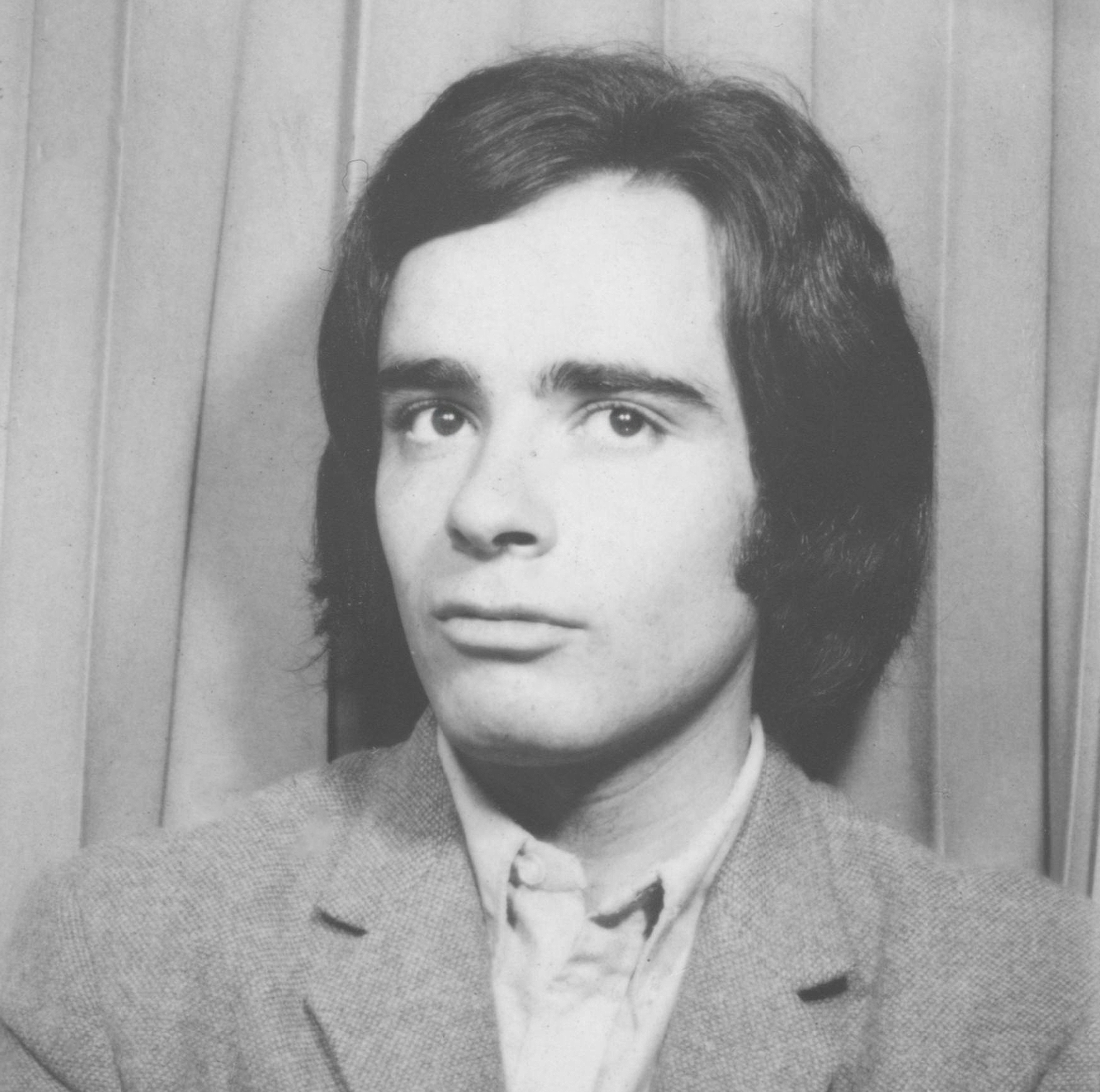
Ніколя Пейрак у 1973 році

Під час навчання в університеті Пейрак захопився фотографією, що привело його до музичної індустрії: він створював обкладинки для альбомів таких артистів, як Аліс Дона, Ерве Віллар та Жильбер Беко. Через знайомство з продюсером Патріком Леграном (братом композитора Мішеля Леграна) почав писати пісні для інших виконавців, зокрема Марі Лафоре та Жерара Ленормана. У 1974 році підписав контракт із Pathé-Marconi та випустив перші сингли, які не мали комерційного успіху.

### Злет популярності
У 1975 році Пейрак здобув широку популярність завдяки пісні «So Far Away from L.A.», яка стала хітом. Він залишив медичне навчання на шостому курсі, щоб повністю присвятити себе музиці. Наступна пісня «Et mon père» принесла йому премію UNAC (французький аналог «Греммі»). У 1977 році пісня «Je pars» також стала популярною. У цей період Пейрак виступав на розігріві у таких зірок, як Серж Лама, Марі-Поль Белль та Даліда, а також гастролював у Японії.

### Творчі труднощі
Після смерті матері в 1978 році, якій він присвятив альбом «J't'aimais, j'ai pas changé», Пейрак продовжував випускати альбоми та гастролювати, але його популярність зменшувалася. Хоча він писав пісні для таких артистів, як Джонні Голлідей та Пласідо Домінго, його власна кар'єра втратила імпульс. У кінці 1980-х років він пережив особисту кризу та депресію, що призвело до тимчасового відходу від музики.

### Повернення на сцену
Смерть друга Мішеля Берже в 1992 році спонукала Пейрака повернутися до творчості. Він переїхав до Монреаля, де завершив свій перший роман «Qu'importe le boulevard où tu m'attends» (1994). У 1995 році випустив альбом «J'avance» та гастролював у Квебеку. Після повернення до Франції виступав у Casino de Paris та Bobino. У 1999 році вийшов альбом «Autrement», який, хоча й отримав позитивні відгуки критиків, не мав комерційного успіху.

### Подальша кар'єра

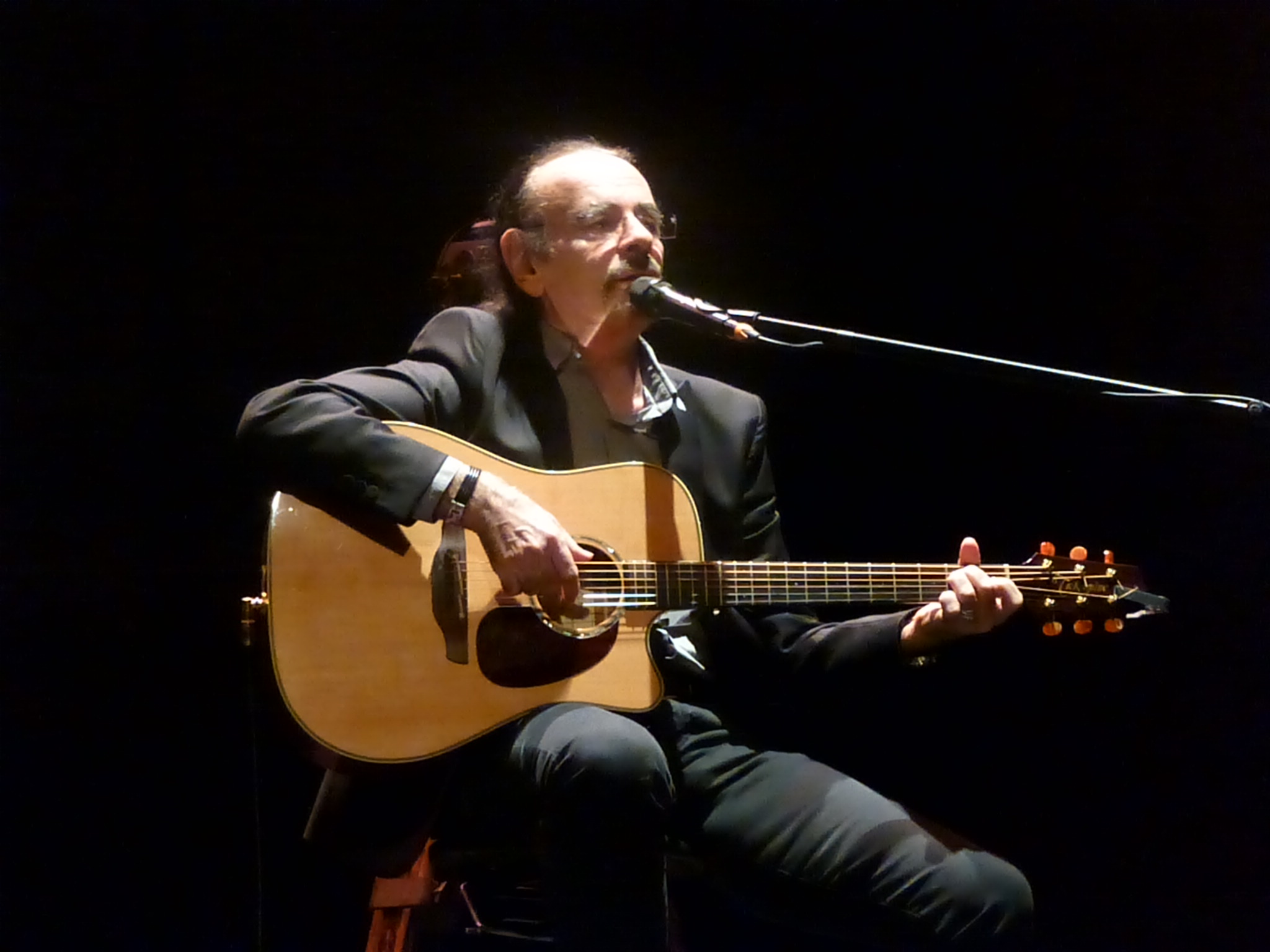
Ніколя Пейрак під час концерту. 2017 рік.

У 2003 році Пейрак випустив альбом «Seulement l'amour», а в 2006 році — «Vice versa». Того ж року вийшов його другий роман «J'ai su dès le premier jour que je la tuerais». У 2009 році вийшов альбом «Case départ» та третій роман «Elsa». У 2013 році він випустив альбом «Et nous voilà!» та книгу спогадів «So Far Away, un certain!». У 2022 році опублікував свій четвертий роман «Sans oublier qu'on s'est aimés». У 2024 році вийшов його двадцять перший студійний альбом «D'ici et d'ailleurs», який він оголосив своїм останнім.

## Особисте життя
Пейрак одружений із Паскаль, з якою вони всиновили доньку Сару з Китаю. У 2012 році у нього діагностували хронічний лімфоцитарний лейкоз. Після чотирьох курсів хіміотерапії він досяг повної ремісії. Згодом переніс аутоімунне захворювання, що призвело до анемії та потреби в численних переливаннях крові.

## Дискографія

### Студійні альбоми
- 1975 : D'où venez-vous ?
- 1976 : Jumbo
- 1976 : Quand pleure la petite fille
- 1977 : Et la fête est finie...
- 1978 : Je t'aimais, je n'ai pas changé
- 1980 : Fait beau chez toi
- 1982 : Elle sortait d'un drôle de café
- 1983 : Flash-back
- 1984 : Neuvième
- 1986 : Laissez-moi rêver
- 1989 : J't'aimais trop, j't'aimerai tellement
- 1993 : Tempête sur Ouessant
- 1995 : J'avance
- 1999 : Autrement
- 2003 : Seulement l'amour
- 2006 : Vice-versa
- 2009 : Case départ
- 2011 : Du Golden Gate à Monterey
- 2013 : Et nous voilà, album de duos
- 2018 : Suffit que tu oses
- 2024 : D'ici et d'ailleurs

### Вибрані сингли
- 1975: So Far Away from L.A.
- 1975: Et mon père
- 1977: Je pars
- 1976: Quand pleure la petite fille
- 1977: Le vin me saoule